# 月琴

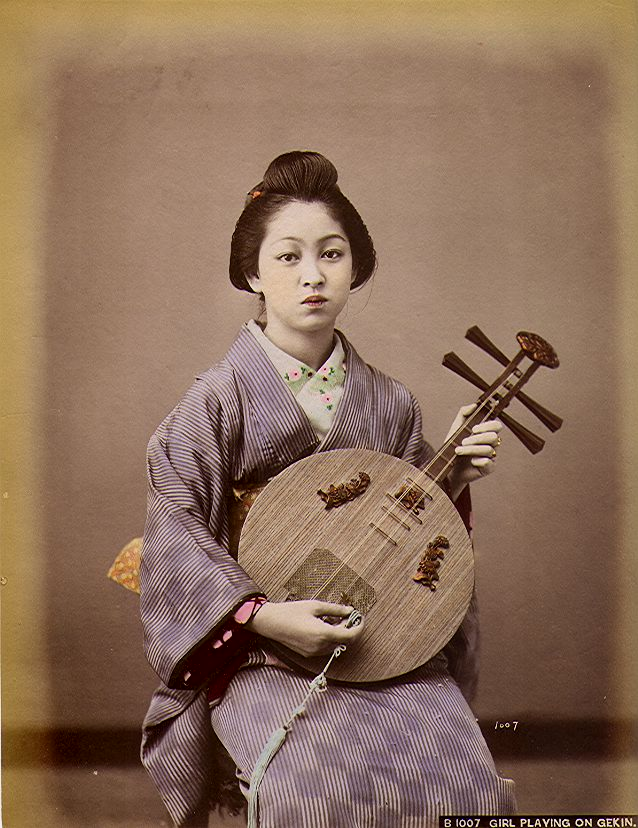
月琴を弾く娘（彩色、1890年、ライムント・フォン・シュティルフリート撮影）

月琴（げっきん、中国語名：yueh-ch'in, yueqin、英語名：moon guitar, moon-lute）は中国発祥の伝統楽器、日本・朝鮮・ベトナム・台湾などにも伝えられて、使用された。

## 概要
リュート属の撥弦楽器で満月のような円形の共鳴胴に短い首（琴杵）を持つ。弦数は時代や国によって違うが大抵2〜4弦で、4弦なら複弦を2コースずつ張る。弦は、昔は絹糸であったのだが後に針金を張ったものも多く、現在はナイロン鋼糸弦が主流。調律についても時代や国によりまちまちである。
10品から24品の品に弦を親指以外の指先で押さえつけて弾片（ピック）で弦を弾いて音を出す。共鳴孔は無い。演奏時は椅子に座りながら月琴を腿の上に置き胴を自分の体から少し離して弾く。胴内に不安定な金具が仕込んであり、それを振ったり叩いて音を鳴らす、鳴り胴と呼ばれる機構を備えたものもある。

## 歴史

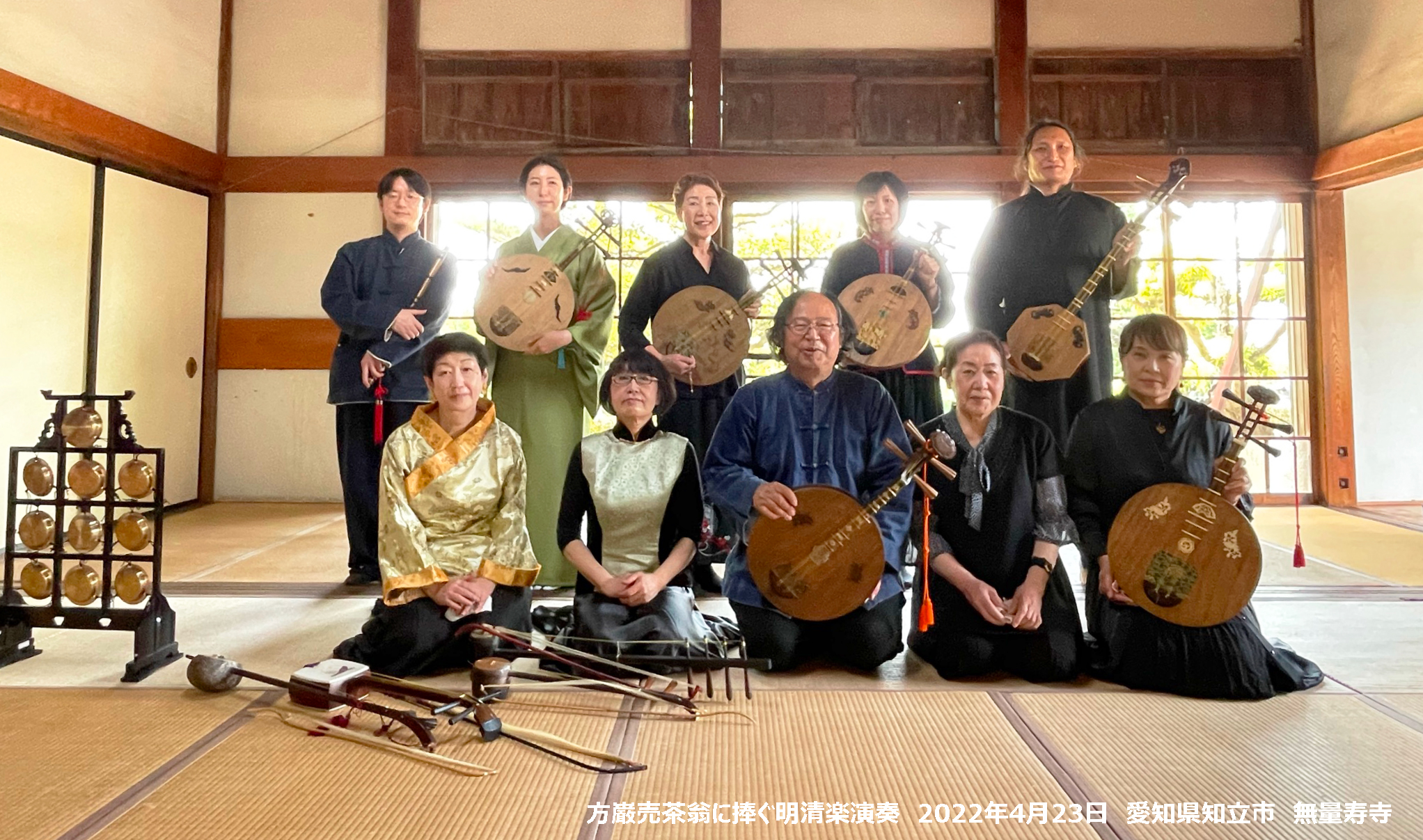
明清楽の演奏会。清楽の阮咸(後列右端の男性が持つ棹の長い八角胴の楽器)と月琴(他の人物が持つ5面)

起源は阮咸琵琶や阮と呼ばれるものであるとされているが、よくわかっていない。少数民族の彝族が持つ胴が六角形の六角胴月琴や、首の長い長棹型月琴もある。
月琴は、日本の明清楽でも使われるが、明楽の「月琴」が棹の長い「阮咸」であるのに対して、清楽の「月琴」は胴の丸い円形胴月琴であり、両者は全く別の楽器である。明楽は清楽に押されて早くに衰退したこともあり、日本で単に「月琴」と言えば、清楽で使う月琴（写真参照）を指す（阮咸（明楽の月琴）と清楽の月琴の形状の差異については、清楽の頁の「明清楽器」の図を参照のこと）。
清楽の月琴は長崎経由で中国から輸入されたが、ほどなく日本国内でも模倣製作され、清楽以外の俗曲の演奏にも用いられるようになった。
江戸時代から幕末、明治、大正期にかけて大いに流行し、演歌師や法界屋、更には瞽女等にも演奏された。
司馬遼太郎の歴史小説『竜馬がゆく』の中で、坂本龍馬の妻・お龍がつま弾く描写がある（現在の知名度の高さはそれによるところが大きい）。しかし日清戦争時に「敵性楽器」とされてからは廃れた。このころの描写は、長谷川時雨の『旧聞日本橋 勝川花菊の一生』や、萩原朔太郎の『日清戦争異聞（原田重吉の夢）』等に詳しい。横溝正史の推理小説『女王蜂』にも登場している。
1976年にABCテレビ制作、テレビ朝日系列で放送された、「必殺仕業人」の登場人物、「歌（演:中尾ミエ）」が毎回弾いていた。
20世紀後半になって講談社『月刊アフタヌーン』に連載されていた芦奈野ひとしの『ヨコハマ買い出し紀行』で長棹型月琴が紹介され主人公の初瀬野アルファが弾いていたことで青年層に知られ始め、ひそかなブームを生んだが、明楽、清楽の正統的な担い手と音は失われつつある。

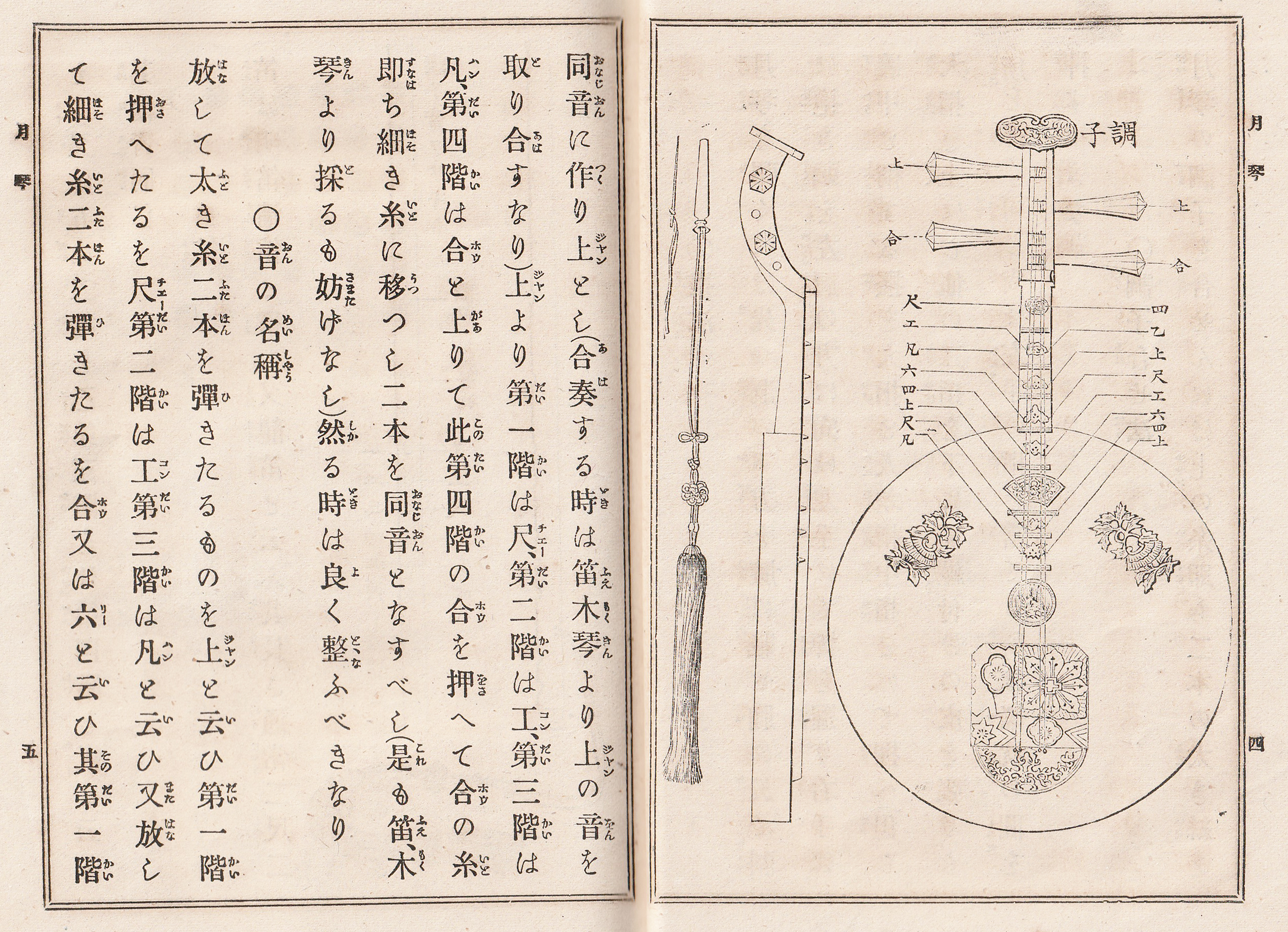
月琴(清楽の月琴)の二面図。1894年刊『明清楽之栞』より
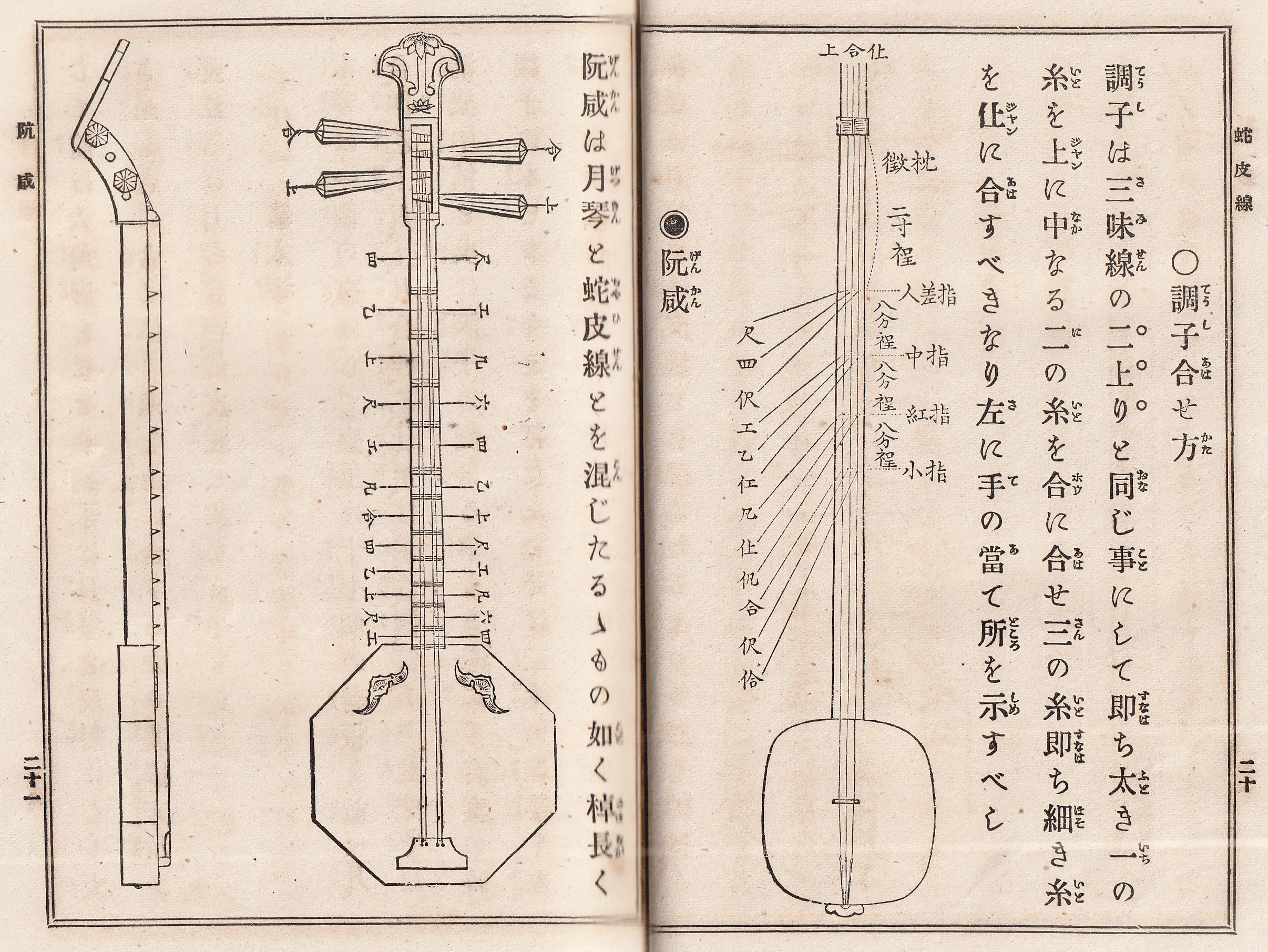
阮咸(清楽の阮咸)の二面図。1894年刊『明清楽之栞』より
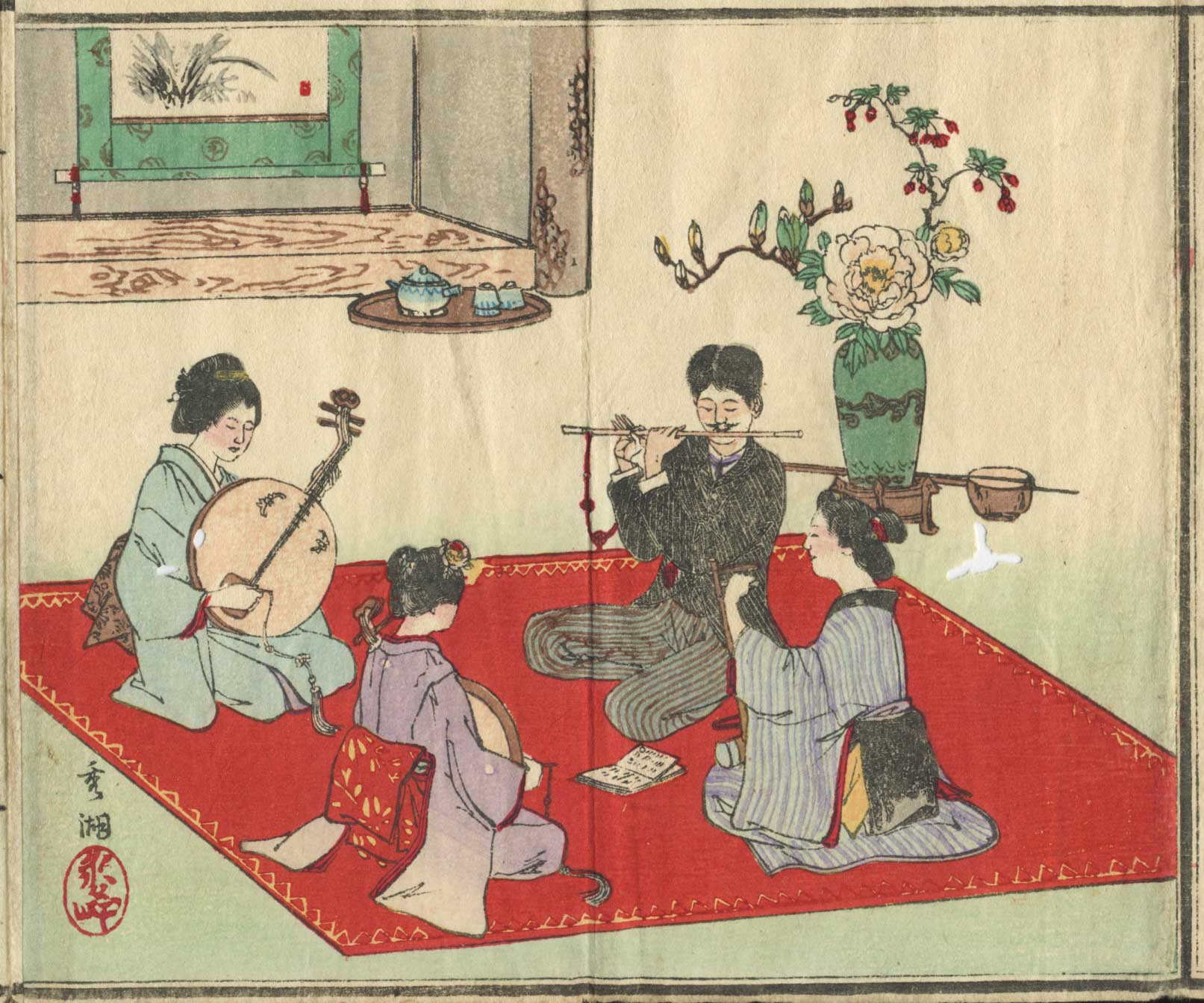
『月琴俗曲爪音の余興』1886年刊より
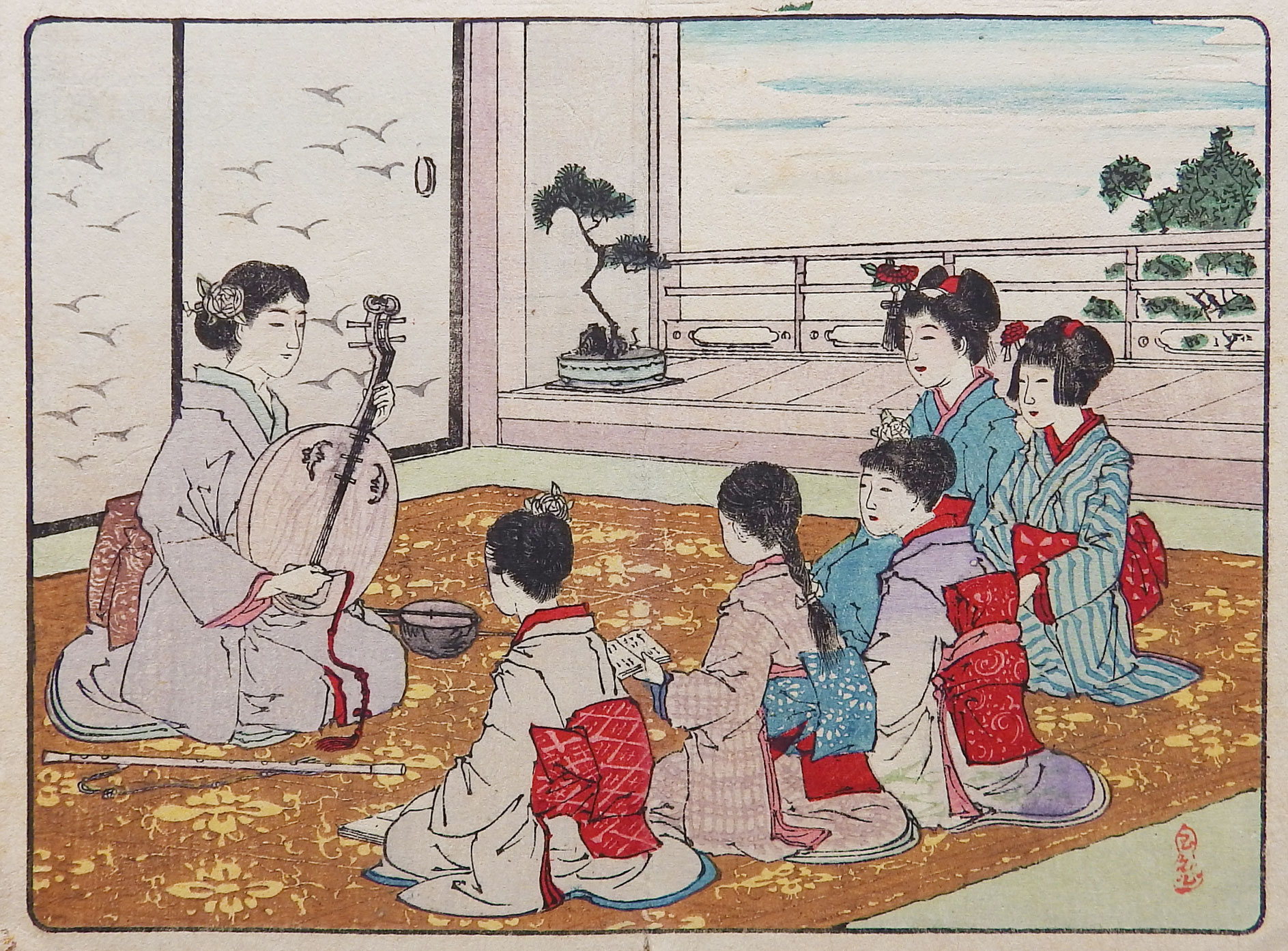
長原梅園『月琴俗曲今様手引草』1889より
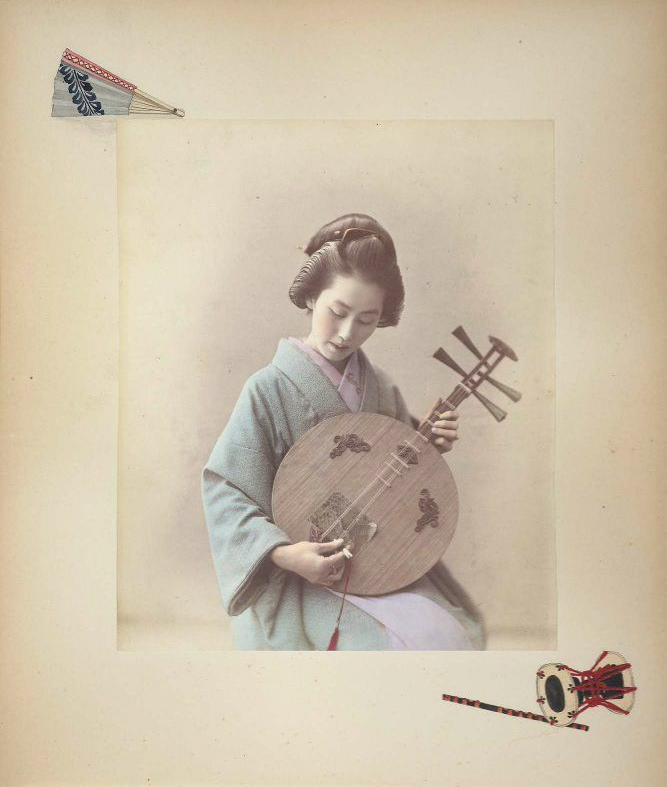
月琴を弾く女性（1886年、アドルフォ・ファルサーリ撮影）
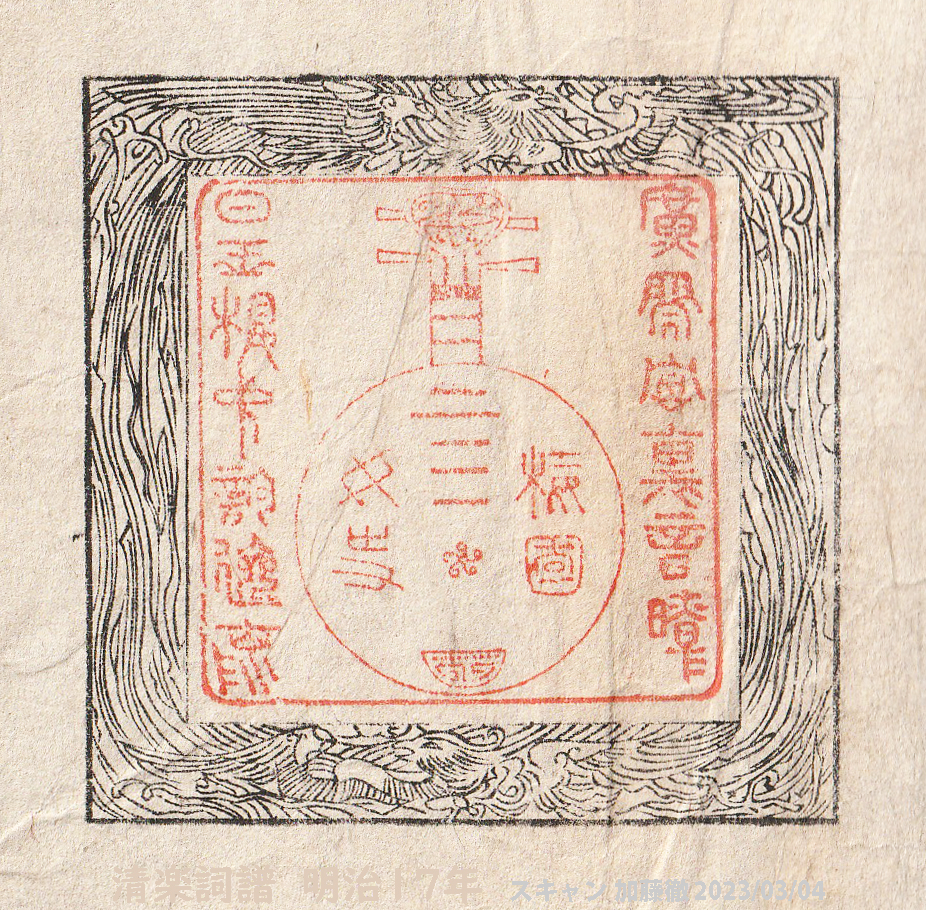
長原梅園『清楽詞譜』(1884年刊)の月琴の印

## チューニング(調律)

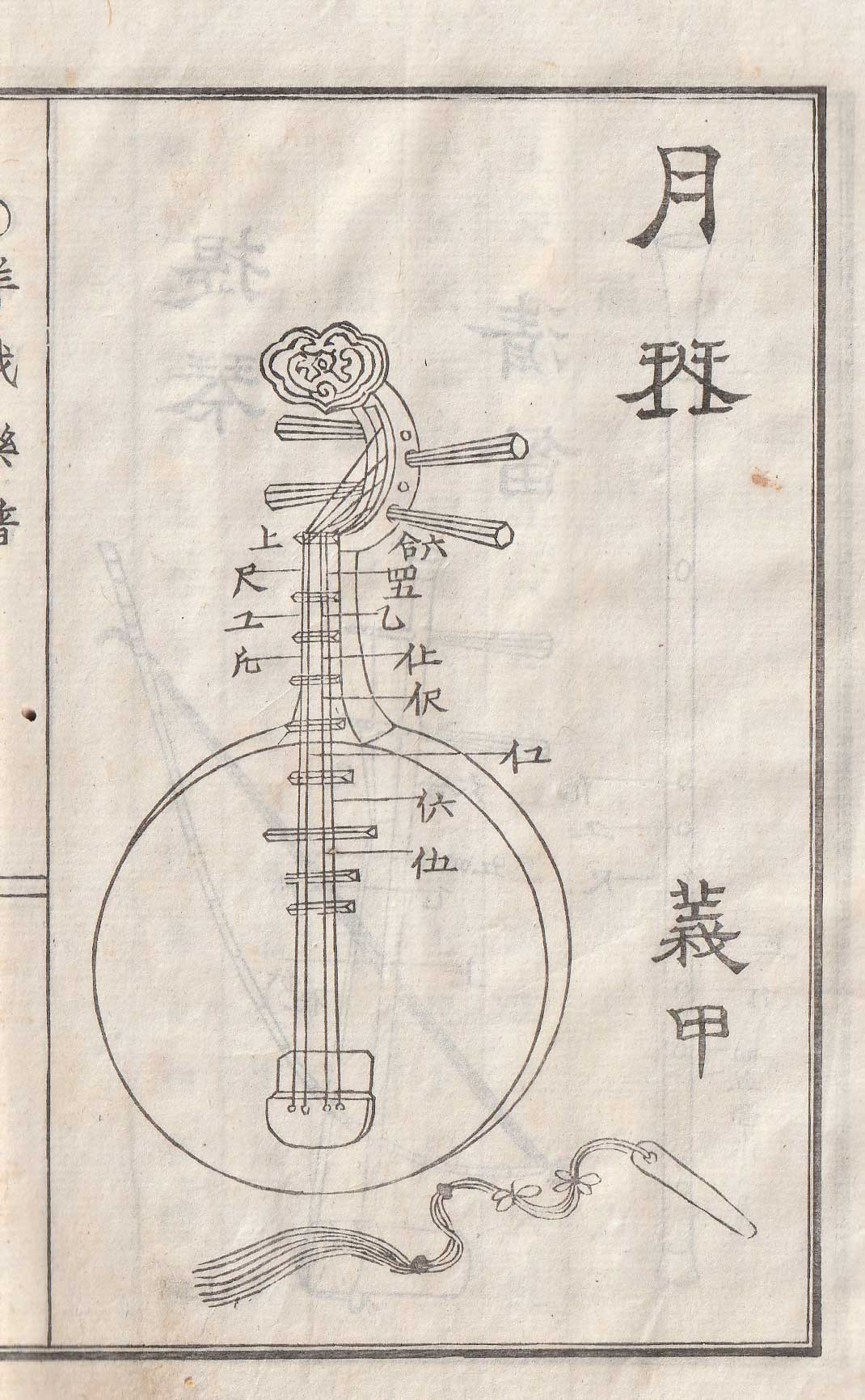
清楽の月琴のチューニングを説明するための挿図。『洋峨楽譜』(明治17年=1884年刊)より。工尺譜でドレミファ･･･の音階を示している

月琴の調律はいろいろある。ここでは清楽の月琴を例に取る。
基本は、西洋のマンドリンや、中国の二胡などと同様の「5度調弦」である。
4本弦のうち、低音の2本は同じDに、高音の2本は同じAにそろえる。これは、西洋音楽のニ調、中国民間音楽の「小工調」、日本雅楽の「壱越調」に相当する。
「D-A」以外にも、「C-G」や「E♭-B♭」その他の音高に調弦する場合もあるが、基本は5度調弦である。
D-A調弦の場合の月琴の音高は、以下のようになる(右に掲げる『洋峨楽譜』1884年刊の挿図を参照のこと)。
低音の2本は、開放弦は上(ド)でD、第1フレットは尺(レ)でE、第2フレットは工(ミ)でF♯、第3フレットは凡(ファ)でGとG♯の中間(西洋音階のファならGだが、東洋の伝統音楽の「凡」の音高は、近代以前は西洋音階のファとファ♯の中間くらいの高さであった。現代の月琴ではフレットの位置を修正して「凡」を西洋音階のファと同音とすることが多い)。
高音の2本は、開放弦は合/六(ソ)でA、第1フレットは四/五(ラ)でB、第2フレットは乙(シ)でCとC♯の中間くらいの高さであった(西洋音階のシならC♯だが、東洋の伝統音楽の「乙」の音高は、近代以前は西洋音階のシ♭とシの中間くらいの高さであった。現代の月琴ではフレットの位置を修正して「乙」を西洋音階のシと同音とすることが多い)。

## 現代中国製の月琴との違い
現在の日本で流通している月琴には、骨董品である清楽の月琴と、新品として中華人民共和国から輸入した現行の月琴の2種類がある。両者は名称こそ同じでも、楽器の材質や形状、フレットの位置、弦のはりかた等が違っており、事実上別種の楽器である。両者の音色も、たとえて言えばマンドリンとウクレレほども違う。
現在の中国製の月琴は、中華人民共和国の音楽改革の「改良」を経ている。胴体は真円で、スチール線にナイロンを巻いたナイロンスチール弦の単弦を3コース張り、フレットは半音もカバーする。胴内に「響き線」を入れない。また音量を確保するため、弦の張力は強く、それに耐えるように棹や楽器も頑丈に作られている。
これに対して、清楽の月琴は、胴体は真円に近い楕円形で、絹弦（現在ではナイロンも使う）の複弦を2コース張り、胴内に金属製の「響き線」が入っているのが普通である（楽器を弾くたびに、振動で胴内の響き線がチャラチャラと鳴る）。音量は繊細で小さく、楽器の作りも華奢である。清楽の月琴に、現代中国の月琴用の弦をそのまま張ると楽器を破損することもあるので、注意を要する。